# Krajinný park Ústí Warty
Krajinný park Ústí Warty, polsky Park Krajobrazowy Ujście Warty, je krajinný park v okolí ústí řeky Warta, která je největším přítokem veletoku Odra. Nachází se v okrese Słubice (gmina Górzyca), okrese Sulęcin (gmina Słońsk) a okrese Gorzów (gmina Witnica a město Kostrzyn nad Odrą) v Lubušském vojvodství a také v okrese Myślibórz (gmina Boleszkowice) v Západopomořanském vojvodství u německo-polské státní hranice v západním Polsku. Leží v geomorfologických celcích Lubuski Przełom Odry, Pojezierze Łagowskie, Kotlina Freienwaldzka a Kotlina Gorzowska, které patří do geomorfologické subprovincie Jihobaltské pojezeří.

## Historie a popis
Krajinný park Ústí Warty byl ustaven 18. prosince 1996 a v roce 2001 byl z části jeho území následně zřízen Národní park Ústí Warty. Krajinný park Ústí Warty se tedy stal také ochranným pásmem národního parku. Krajinný park Ústí Warty zabírá plochu 19496,38 ha, kde 17697,89 ha leží v Lubušském vojvodství a 1798,49 ha v Západopomořanském vojvodství. Nachází se zde řada cenných přírodních společenstev, která jsou charakteristická pro ekosystémy říčních údolí - vlhké louky, pastviny, břehové porosty, záplavové oblasti a mokřady. Území je místem odpočinku, potravy a rozmnožování vzácných a ohrožených živočichů.

## Přírodní rezervace
Jsou zde zřízeny 3 přírodní rezervace:
- Rezerwat Przyrody Lemierzyce – lesní rezervace (3,32 ha)
- Rezerwat Przyrody Dolina Postomii – lesní rezervace (68,65 ha)
- Rezerwat przyrody Pamięcin – stepní rezervace (11,80 ha)

## Další informace
- Dálková cyklistická trasa vedoucí podél Odry - Szlak Zielona Odra.
- Cyklotrasa Szlak Warta.
- Mezinárodní cyklotrasa Euroroute R1.

## Galerie

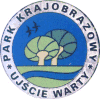
Logo národního parku
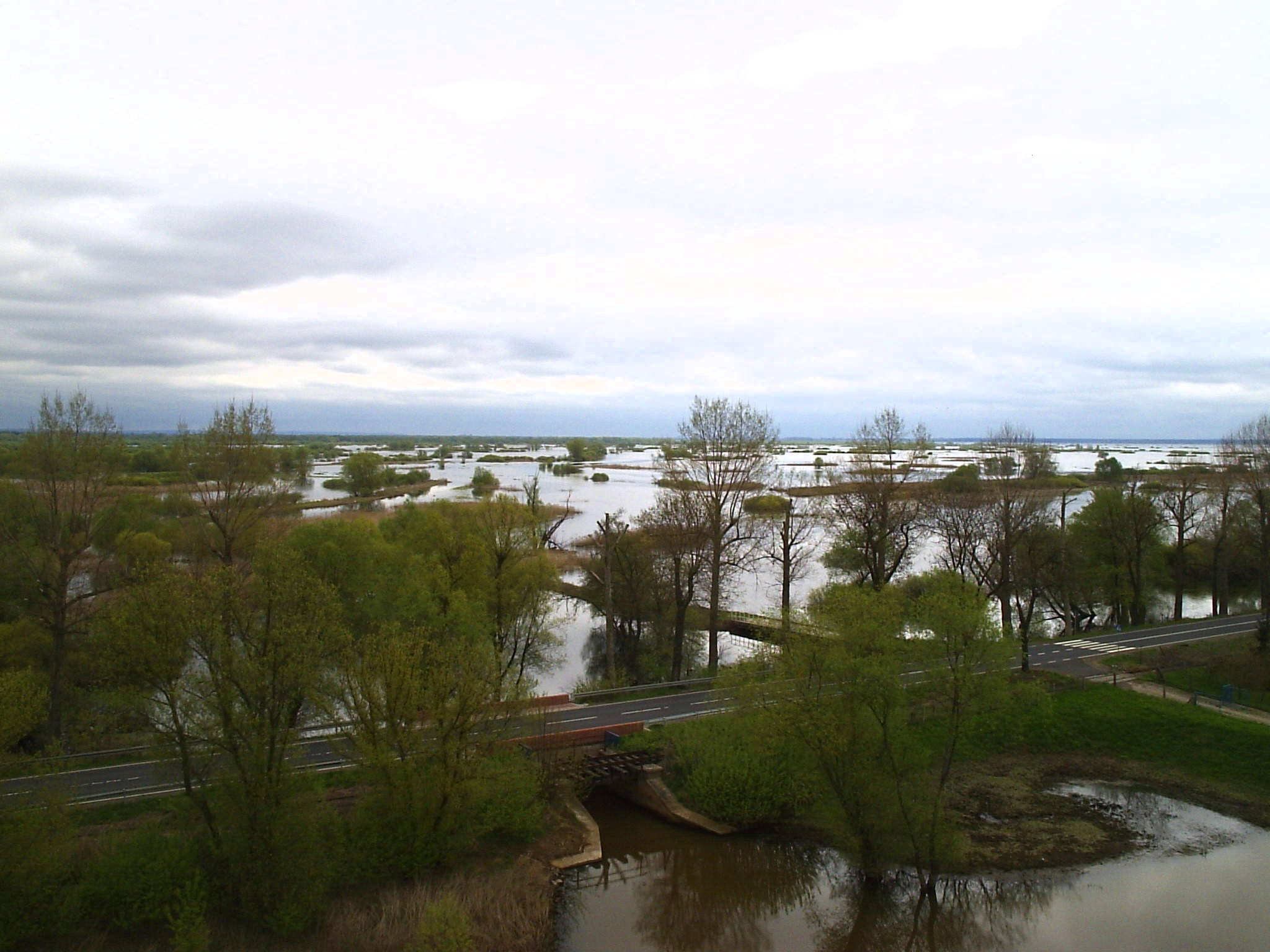
Národní park Ústí Warty